# Arnost van Rochester

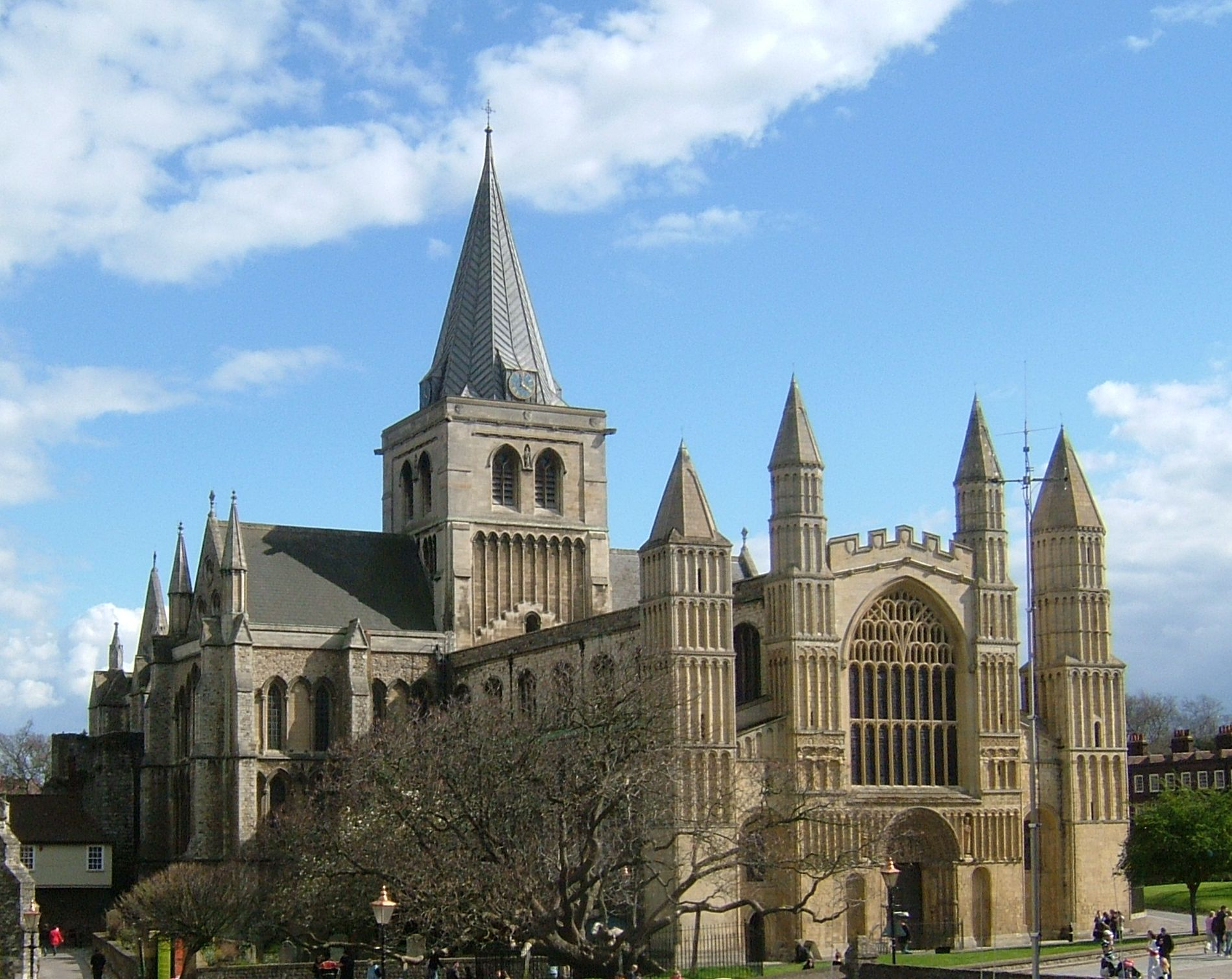
De kathedraal van Rochester, zetel van het diocees.

Arnost (of Ernost) (voor 1060 - juli 1076) was een monnik uit de abdij van Bec (ca. 1060) en de abdij van St. Etienne (Caen) (ca. 1070) en bisschop van Rochester van 1075 tot zijn dood in 1076. Hij volgende de Angelsaksische bisschop Siward op en was de eerste bisschop van Rochester van Normandische afkomst. Net zoals zijn opvolger Gundulf en zijn hiërarchisch meerdere aartsbisschop Lanfranc kwam hij uit de abdij van Bec.
Arnost duikt voor het eerst in de bronnen op rond 1060, toen hij monnik was in Bec. Over zijn voorgeschiedenis en afkomst is niets bekend. In 1070 heeft hij Bec al verlaten en verschijnt hij in de abdij van St. Etienne in Caen. Hij moet daar een zekere indruk hebben gemaakt, want abt Lanfranc beval hem aan als nieuwe prior van de abdij, al lijkt dit niet te zijn doorgegaan. Nauwelijks twee jaar later, in 1072 bevond Arnost zich al in Engeland, waar hij aanwezig was bij het proces van Pennenden Heath tussen Odo van Bayeux en Lanfranc over de bezittingen van het aartsbisdom Canterbury. Hij behoorde waarschijnlijk tot het gevolg van de aartsbisschop aangezien hij geen eigen functie leek te hebben in Engeland.
In 1075 overleed bisschop Siward en kwam de zetel van Rochester vacant. De bisschoppen van Rochester waren traditioneel direct ondergeschikt aan de aartsbisschop van Canterbury, waardoor Lanfranc autonoom kon beslissen over de nieuwe bisschop. In januari 1076 benoemde hij Arnost tot bisschop. Arnost zou evenwel maar heel kort deze nieuwe functie opnemen, want hij overleed al in juli 1076, nauwelijks zes maanden na zijn benoeming. Tijdens dit korte episcopaat kon hij al enkele hervormingen doorvoeren en legde daarmee de basis voor de vele veranderingen die zijn opvolger Gundulf zou introduceren.